# Dreifaltigkeitsfresko Urschalling

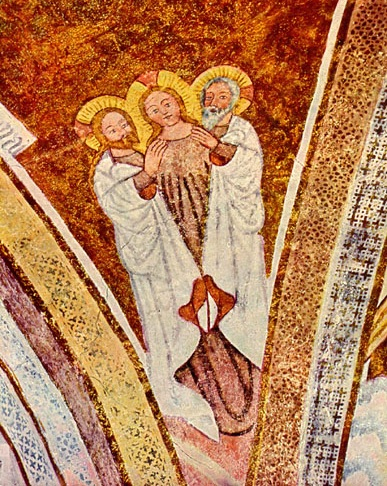
Das Dreifaltigkeitsfresko im Chorgewölbe von St. Jakobus, Urschalling

Das Dreifaltigkeitsfresko Urschalling befindet sich in der St.-Jakobus-Kirche im oberbayerischen Ort Urschalling im Chiemgau. Das Fresko ist Teil einer figurenreichen Wand- und Deckenbemalung aus dem 14. Jahrhundert und füllt die untere Spitze eines Gewölbezwickels.
Das Bild stellt die heilige Dreifaltigkeit dar – nach christlicher Lehre der eine Gott in drei Personen. Dabei weicht das Urschallinger Bild von den Haupttypen der westlichen und östlichen Dreifaltigkeitsikonografie ab.
Die Dreiheit zeigt sich in drei Gesichtern und drei Oberkörpern mit (dort) zwei Ober- und drei Untergewändern. Nach unten zu, wo sich die Gewölberippen treffen, verschmelzen jedoch die drei Körper zu einem einzigen; die beiden Obergewänder und die drei Untergewänder der Gestalten vereinen sich zu einem Ober- und einem Untergewand. Die Gesamtgruppe hat nur zwei Arme. Die drei Heiligenscheine, die die Köpfe umgeben, sind nicht gegeneinander abgegrenzt und werden durch die drei Balken eines einzigen Kreuznimbus verklammert.
Zwischen dem weißbärtigen Greis zur Rechten (Gott der Vater) und dem braunbärtigen Mann zur Linken (Gott der Sohn), die sich halb zur Mitte wenden, ist als Verkörperung des Heiligen Geistes eine Frau mit langem hellbraunem Haar zu erkennen, die den Betrachter direkt anschaut.

„Deutlich ist die dritte Person der Dreifaltigkeit als Frau dargestellt. Wenngleich sie in der Kunstgeschichte mehrfach als Maria (zwischen Gottvater und Christus) beschrieben wurde, ist es nicht unwahrscheinlich, daß hier tatsächlich eine Erinnerung an die Weiblichkeit des Geistes Gestalt gefunden hat, die, eben weil man mit ihr nichts anfangen konnte, dann als Maria interpretiert wurde.“

Das weiße Obergewand bedeckt diese Gestalt nicht, sondern nur das dunklere Untergewand, das unterhalb der Brust in Falten gerafft ist.
Theologische Deuter sehen bei dieser Gestalt weibliche Züge. Ein Hinweis auf die im Hauptstrom der Christentumsgeschichte verdrängte weibliche Seite Gottes und auf die alttestamentliche Rede vom Gottesgeist (hebr. ruach ist ein Femininum). In der westlichen
bzw. römisch geprägten Theologie ging später die Rolle des Geistes als Mutter verloren. Diese Entwicklung kommentiert der lateinische Kirchenvater Hieronymus mit: „Geist ist auf hebräisch weiblich, auf griechisch neutrum und auf lateinisch männlich.“
Auch an Maria wird gedacht, der im Neuen Testament der Heilige Geist auf einzigartige Weise nahekommt und deren Gestalt dann hier mit dem göttlichen Geist geradezu verschmölze.
Nach Leonardo Boff kann man im unteren Teil des Bildes deutlich eine Vulva und einen Penis erkennen.
Andere Deuter sind überzeugt, dass eine uralte, auch christliche, Glaubens-Einsicht in dem Bild enthalten ist: die göttliche Liebe in Person.
Die direkte Identifikation der Figur mit Maria entspräche allerdings der Trinitäts-Vorstellung, die vom Islam den Christen zugeschrieben und heftig bekämpft wird; ein mittelalterlicher Christ hat schwerlich so gedacht.